# Германия на летних Олимпийских играх 1912
Германия на летних Олимпийских играх 1912 года была представлена 187 спортсменами (182 мужчины, 5 женщин), выступавшими в 13 видах спорта. Они завоевали 5 золотых, 13 серебряных и 7 бронзовых медали, что вывело команду на 6-е место в неофициальном командном зачёте.

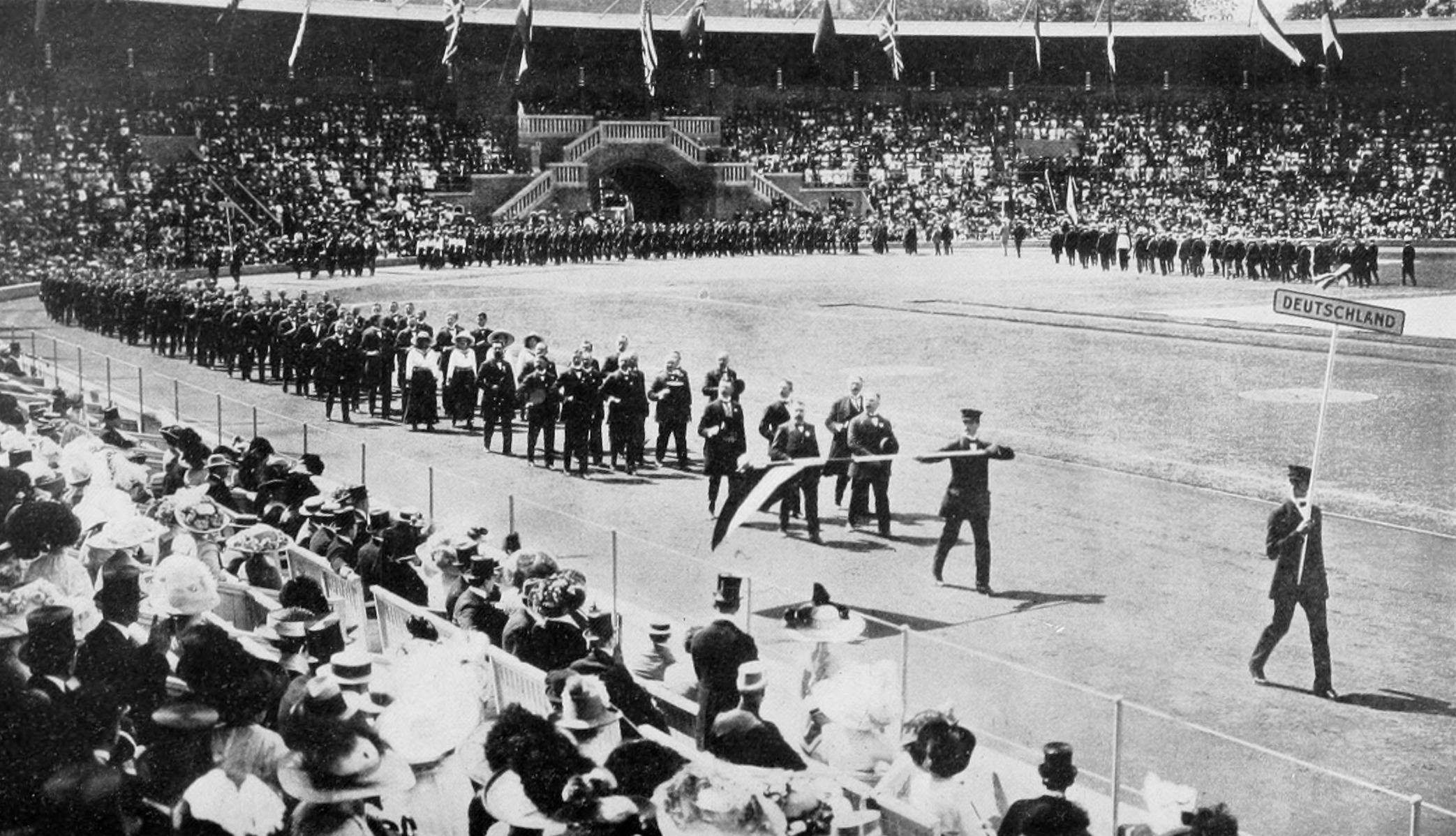
Сборная Германии на церемонии открытия Игр

## Медалисты
| Медаль  | Спортсмен | Вид спорта           | Дисциплина                                        |
| ------- | --- | -------------------- | ------------------------------------------------- |
| Золото  | Пауль Гюнтер | Прыжки в воду        | Мужчины, трамплин 3 м                             |
| Золото  | Отто Фикайзен Альберт Арнхайтер Рудольф Фикайзен Херман Вилькер Карл Лайстер                                                               | Академическая гребля | Мужчины, четвёрки с рулевым                       |
| Золото  | Вальтер Бате | Плавание             | Мужчины, 200 м брассом                            |
| Золото  | Вальтер Бате | Плавание             | Мужчины, 400 м брассом                            |
| Золото  | Доротеа Кёринг Хайнрих Шомбургк | Теннис               | Смешанные пары                                    |
| Серебро | Ханс Браун | Лёгкая атлетика      | Мужчины, 400 м                                    |
| Серебро | Ханс Лише | Лёгкая атлетика      | Мужчины, прыжки в высоту                          |
| Серебро | Альберт Цюрнер | Прыжки в воду        | Мужчины, вышка 10 м                               |
| Серебро | Ханс Лубер | Прыжки в воду        | Мужчины, трамплин 3 м                             |
| Серебро | Фридрих фон Рохов | Конный спорт         | Конное троеборье, индивидуальное первенство       |
| Серебро | Рихард, граф фон Шесберг-Таннхайм Фридрих фон Рохов Эдуард фон Люткен Карл фон Мёрс                                                        | Конный спорт         | Конное троеборье, командное первенство            |
| Серебро | Рабод фон Крёхер | Конный спорт         | Конное троеборье, индивидуальное первенство       |
| Серебро | Альфред Гёльдель | Стрельба             | Мужчины, траншейный стенд                         |
| Серебро | Отто Фар | Плавание             | Мужчины, 100 м на спине                           |
| Серебро | Вильгельм Лютцов | Плавание             | Мужчины, 200 м брассом                            |
| Серебро | Валли Дрессель Луиза Отто Хермине Штиндт Грете Розенберг                                                                                   | Плавание             | Женщины, эстафета 4×100 м вольным стилем          |
| Серебро | Доротеа Кёринг | Теннис               | Женщины, индивидуальное первенство                |
| Серебро | Георг Герштакер | Борьба               | Мужчины, греко-римская борьба, до 60 кг           |
| Бронза  | Курт Беренс | Прыжки в воду        | Мужчины, трамплин                                 |
| Бронза  | Зигисмунд Фрайер Эрнст Делох Вильгельм, граф фон Гогенау Фридрих Карл, принц Прусский                                                      | Конный спорт         | Конкур, командное первенство                      |
| Бронза  | Отто Либинг Макс Брёске Макс Фетте Вилли Бартоломе Вернер Ден Рудольф Райхельт Ханс Маттие Курт Рунге                                      | Академическая гребля | Мужчины, восьмёрки                                |
| Бронза  | Эрих, граф фон Берншторф-Гильденштен Франц, барон фон Зедлиц унд Лайпе Хорст Гёльдель-Брониковен Альберт Прёйс Эрланд Кох Альфред Гёльдель | Стрельба             | Мужчины, стендовая стрельба, командное первенство |
| Бронза  | Пауль Келльнер | Плавание             | Мужчины, 100 м на спине                           |
| Бронза  | Курт Малиш | Плавание             | Мужчины, 200 м брассом                            |
| Бронза  | Оскар Кройцер | Теннис               | Мужчины, индивидуальное первенство                |

## Результаты соревнований

### Академическая гребля
Олимпийские соревнования по академической гребле проходили с 17 по 19 июля в центре Стокгольма в заливе Юргоргдсбруннсвикен. В каждом заезде стартовали две лодки. Победитель заезда проходил в следующий раунд, а проигравшие завершали борьбу за медали. Экипажи, уступавшие в полуфинале, становились обладателями бронзовых наград.
Мужчины
| Соревнование | Спортсмены    | Первый раунд                 | Четвертьфинал        | Полуфинал            | Финал                | Место                |
| Соревнование | Спортсмены    | Соперник / Результат         | Соперник / Результат | Соперник / Результат | Соперник / Результат | Место                |
| ------------ | ------------- | ---------------------------- | -------------------- | -------------------- | -------------------- | -------------------- |
| одиночки     | Мартин Штанке | ANZС. Маквилли В DSQ         | GBRУ. Киннир П +8,9  | завершил выступление | завершил выступление | завершил выступление |
| одиночки     | Курт Хофман   | GBRУ. Киннир П полторы длины | завершил выступление | завершил выступление | завершил выступление | завершил выступление |